# Salamon-szigeteki polgárháború
A salamon-szigeteki polgárháború a Salamon-szigeteken 1998-ban 2003-ig tartó véres etnikai konfliktusok sorozata volt, amelynek csak külső beavatkozással lehetett véget vetni. Az anarchiába süllyedő szigeteken a 2000-es évek elejére annyira tarthatatlan volt a helyzet, hogy a rendfenntartó erők is megszűntek létezni, míg a gazdaságot a háború tönkretette, a nemzetközi megfigyelők pedig annyira borúlátók voltak, hogy sokuk már bukott államként jellemezte a Salamon-szigeteket.
A szigeteken napjainkban is erős korrupció, amely negatívan hat ki az ország nemzetközi megítélésére.

## A háború okai
A Salamon-szigetek 7 nagyobb és több száz kisebb szigetből áll, ahol tucatnyi különböző nemzetiségű és nyelvű népcsoport él. A gyarmati uralom előtt nem volt a szigeteknek közös nemzettudata, a törzsek önállóak voltak és gyakran háborúztak is egymással. Az ország központja Guadalcanal szigetén van jelenleg is, ahol a legjobban fejlődött a gazdaság. Megélhetési okokból vagy pedig azon céllal, hogy politikai befolyásra tegyenek szert, a közeli Malaita szigetéről nagyszámú bevándorló érkezett Guadalcanalra és földeket vásároltak a helyiektől. A szigetek társadalma hagyományosan matriarchális, azonban az eladásokat erre nem jogosult férfi földtulajdonosok intézték és többnyire malaitaiaknak adták el a birtokokat. Emiatt a guadalcanali klánok kártérítési igényekkel léptek fel, ami azonban erőszakos cselekményeket robbantott ki.
Eközben a távolabbi szigetek is több beleszólást akartak az állam irányításába, továbbá el akarták érni, hogy ne csak Guadalcanalon, hanem az ő területeiken is legyenek beruházások. A szigeteknek nagy gondot jelentett a politikai korrupció is, amelynek visszaszorítására egy megbízott szakértői bizottság alkotmánymódosítást és föderalizációt javasolt, ám ezt a megoldást a guadalcanali centralista vezetés elhalogatta.

## A kezdet
1998-ban azonnal elharapódzott az erőszak, amikor a guadalcanali kormányzó, Ezekiel Alebua felszólította a malaitai bevándorlókat, hogy több tiszteletet mutassanak a helyi lakossággal szemben és térítsék meg az okozott károkat. A nyilatkozat a guadalcanali lakosok számára egyfajta feljogosítás erejével hatott, s fiatal guadalcanaliak a fővárosban, Honiarában rátámadtak a malaitai bevándorlókra. Ezt követően fegyvereseik létrehozták a Guadalcanali Forradalmi Hadsereg-et, amely később az Isatabu Szabadság Mozgalom nevet vette fel.
1999-ben fokozódtak a malaitaiak elleni támadások, ezért sok bevándorló elhagyta Guadalcanalt. A guadalcanali fegyveresek elleni védekezésül a malaitaiak 2000 környékén létrehozták a Malaita Sasok Erejé-t.
A kormány tehetetlen volt mindkét csoporttal szemben, miközben megjelentek különböző hadurak is, akik egész szigeteket vontak az ellenőrzésük alá és lehetetlenné a tették a kormány biztonságos ülésezését. Bartholomew Ulufa'alu miniszterelnök kénytelen volt nemzetközi segítséget kérni a harcok megfékezésére, azonban az erre felkért Ausztrália és Új-Zéland mindössze pénzügyi segítséget ajánlott fel, katonai beavatkozást nem akartak végrehajtani.

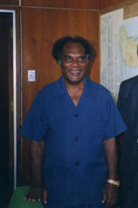
Bartholomew Ulufa'alu 1999-ben
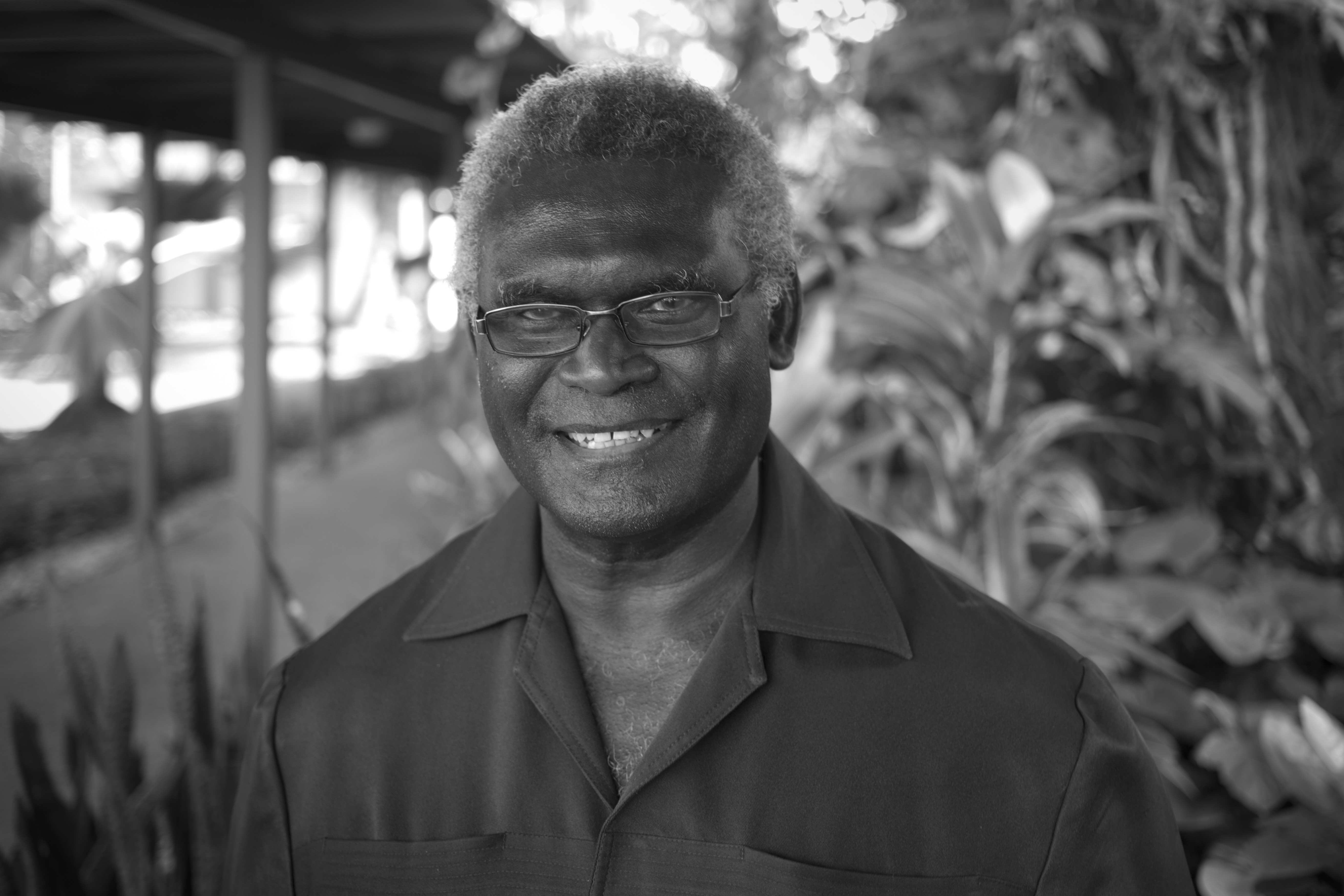
Manasseh Sogavare 2017-ben
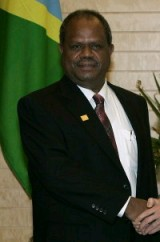
Allan Kemakeza 2005-ben

## A harcok elhúzódása
Az ausztrál vonakodás tovább rontotta az ország helyzetét, mert bár a kormány tárgyalásokba bocsátkozott a lázadókkal, ám az előzetesen tető alá hozott megállapodást napokon belül megszegték. 2000. július 5-én a Malaita Sasok és egy másik félkatonai szervezet, a Sirályok elfoglalták a fővárost, a kormányt szétkergették, Ulufa'alu pedig házi őrizetbe került. A rendőri erők teljesen összeomlottak, fegyvereik a lázadók kezébe kerültek, a volt rendőrök javarésze pedig átállt a félkatonai szervezetek mellé.
A Sasok Manasseh Sogavarét nevezték ki új miniszterelnöknek, ennek ellenére a harcok folytatódtak. A polgárháborúban addigra kb. 500-an halhattak meg.
2000. október 15-én aláírták a townsville-i megállapodást a békéről, amely mégsem bizonyult hosszú életűnek. Ennek oka, hogy a rövidesen megtartott választásokon egyik induló fél sem tudott kellő többséget szerezni, ezért tárgyalások útján kellett megalakítani az új kormányt. Így került az ország élére Sogavare volt helyettese, a korrupció miatt korábban menesztett Allan Kemakeza.
A helyzet olyannyira súlyos volt, hogy az ország gazdasága is negyedével csökkent, a nemzetközi befektetők 70%-a pedig elhagyta a Salamon-szigeteket. Az összeomlás újból kirobbantotta a harcokat és a Salamon-szigeteken eluralkodott az anarchia. Az elkövetett bűncselekményekért senkit sem tudtak felelősségre vonni, az elkövetők között ugyanis politikusok és a rendőrök is ott voltak.

## Külföldi beavatkozás

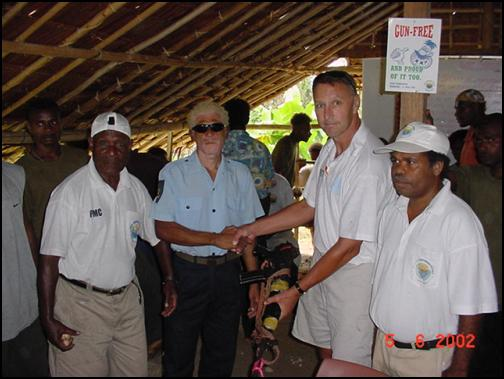
A nemzetközi misszió begyűjti a polgári lakosságnál található fegyvereket (2002)

A külföldi országok időközben belátták, hogy fel kell lépniük, nehogy tovább eszkalálódjon a salamon-szigeteki polgárháború, mert szigetek akár bűnbandák fészkeivé válhatnak, amely fenyegetné a csendes-óceáni hajózást. Fennállt továbbá a veszélye, hogy a közeli Bougainville szigetén is újból kitörne a háború, amelyet éppen csak 1998-ban zártak le.
Ausztrália, Új-Zéland, Pápua Új-Guinea és a Fidzsi-szigetek egy 2225 fős katonai missziót vezényeltek a Salamon-szigetekre. Az állomány 1500 ausztrál katonából, 155 ausztrál rendőrből, 105 új-zélandi katonából és 35 új-zélandi rendőrből állt. A többi katona és rendőr Pápuáról valamint a Fidzsi-szigetekről érkezett.
A misszió 2003. július 24-én vette kezdetét. A külföldi erők először felszólítottak mindenkit, hogy 21 napon belül adják át fegyvereiket, mert abban az esetben amnesztiára számíthatnak. Sokan eleget tettek a felhívásnak, így 3400 db lőfegyvert sikerült begyűjteni.
A Guadalcanal nyugati felét uraló Harold Keke nevű hadúr vonakodott a megegyezéstől, ezért a külföldi erőknek rövid ideig tartó hadműveleteket kellett folytatni a még fennálló fegyveres csoportok ellen. Mivel a félkatonai erők nagyon gyengén voltak felfegyverezve, ezért helyzetük hosszabb távon tarthatatlan lett volna, így Keke megadta magát.
2003 végéig a rendet helyreállították az ország valamennyi szigetén. 5500 embert az elkövetett bűnökért, így a fegyveres lázadásért, előállítottak. A károkat szenvedett államháztartást is konszolidálták, s sikerült kifizetni a hosszú ideje elmaradt béreket.
Teljesen átszervezték az országos rendőrséget is, ahonnan 400 embert bocsátottak el, 100-at pedig letartóztattak. A polgári lakosság a bevonult külföldi csapatokat egyáltalán nem fogadta ellenérzéssel, sőt hősként, felszabadítóként tekintett rájuk, akik helyreállították az ország rendjét és nyugalmát.

## További események
A szigeteken a béke, részben az instabil gazdasági helyzet miatt is, törékeny maradt. 2006-ban majdnem újból kitört a polgárháború, amikor egy szintén korrupcióval vádolt politikus, Snyder Rini ült a miniszterelnöki székbe, akit a lakosság egy jelentős része nem szívesen látott az ország élén. A korábbi esetből okulva Ausztrália és Új-Zéland ismét csapatokat küldött a szigetekre, sőt Kínának is fel kellett lépnie, mivel a zavargások veszélyeztették az ott élő kínaiakat. Rini ezt követően lemondott, utódja pedig Sogavare lett.
2021-ben ismét erőszakos cselekményekre került sor, amelynek oka ezúttal Sogavare Kína-párti politikája volt. Ennek keretében a Salamon-szigetek megszakították a diplomáciai kapcsolatokat Tajvannal. Ausztrália ismét rendőri egységeket küldött a szigetekre, míg Malaita a függetlenség kikiáltását helyezte kilátásba.